# Narsaq

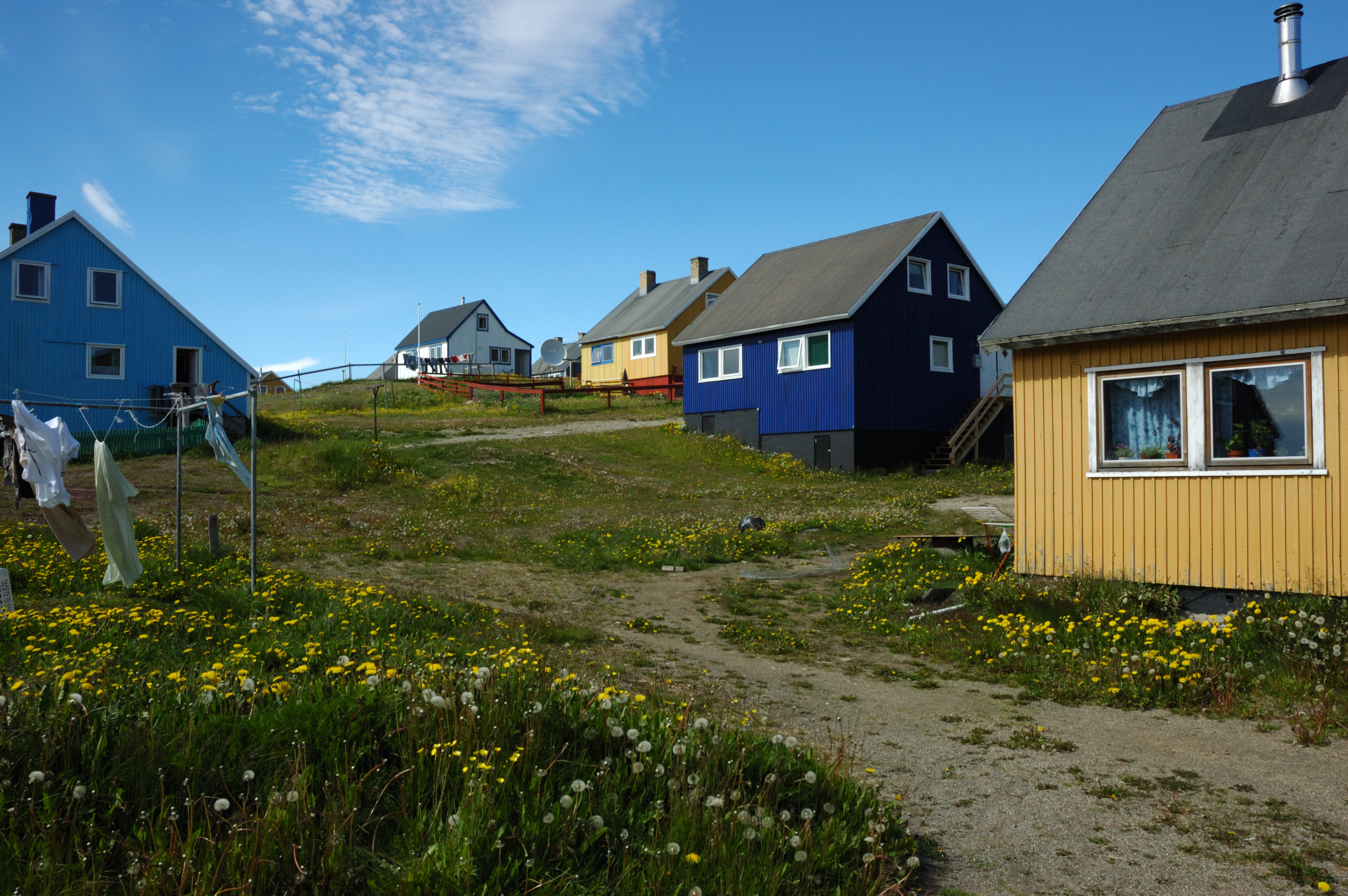
Casas em Narsaq

Narsaq é uma cidade do sudoeste da Gronelândia, com 1 285 habitantes em 2024.                                                                                                     É a 9ª cidade mais populosa do país, e pertence ao município de Kujalleq.                                                                            Foi fundada em 1830 como Nordprøven.

## Etimologia
Narsaq é um nome gronelandês, significando “planície“, em alusão ao terreno circundante.

## História

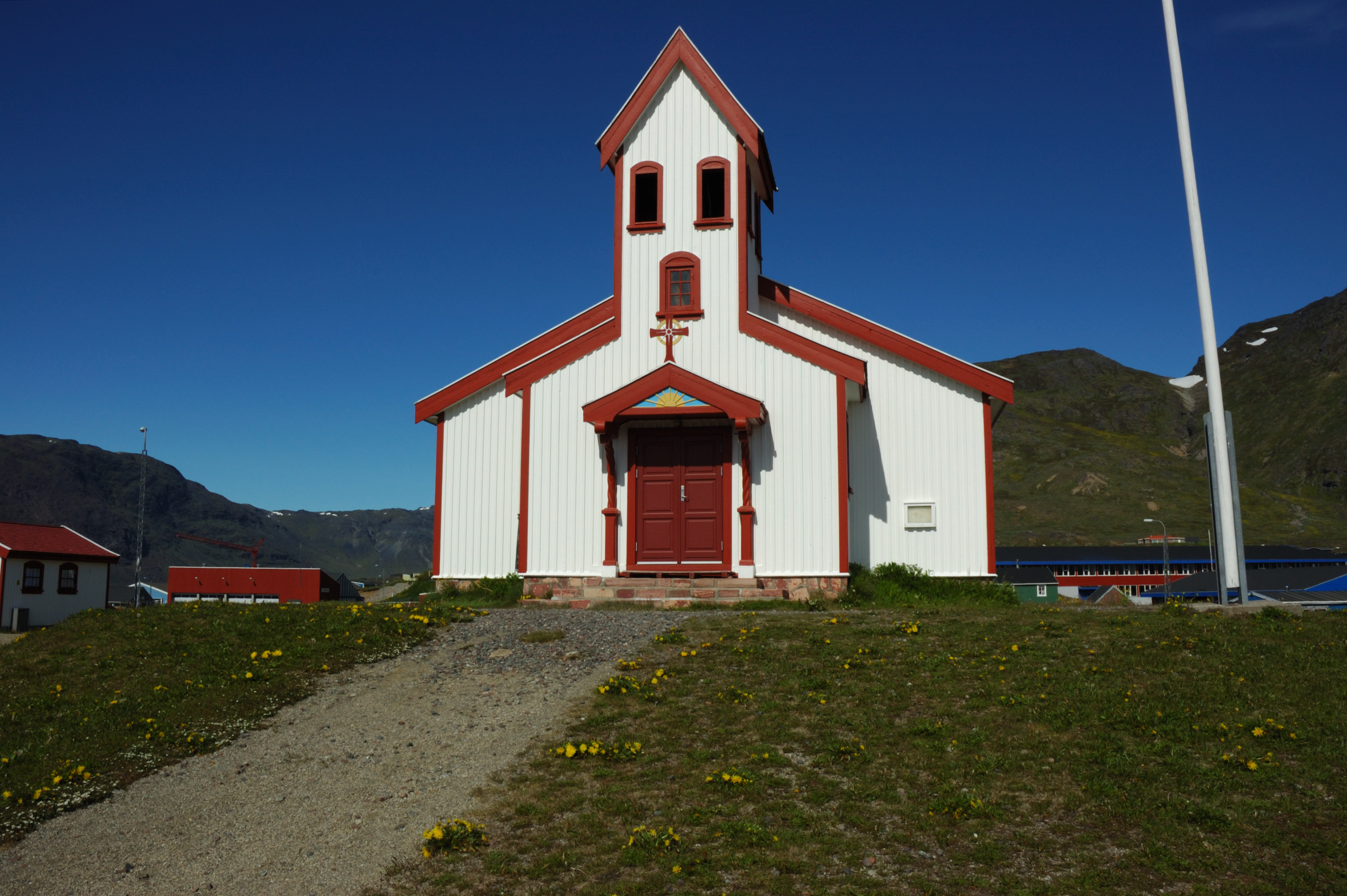
Igreja de Narsaq

As pessoas têm vivido na área há milhares de anos, mas não de forma contínua. Restos do assentamento nórdico, podem ser encontrados na área. As ruínas da igreja de Dyrnæs podem ser encontrados na periferia noroeste da cidade. A herdade Landnám, Landnamsgaarden, podem ser encontrados imediatamente para o oeste da cidade. Datada do ano 1000, a herdade é a mais antiga das ruínas nórdicas na área. A área mais ampla de Narsaq tem alguns dos artefatos nórdicos mais marcantes e ruínas. Erik Brattahlid da Red está localizado na atual Qassiarsuk, e o assento Gardar bispo é na atual Igaliku.
A cidade de Narsaq como é hoje em dia foi fundada como Nordprøven ( "North Proven") em 1830, em contraposição a Sydprøven ("South Prøven", modern Alluitsup Paa), criada no mesmo ano. O assentamento inicial foi fundada como uma colônia comercial de Qaqortoq, então chamado Julianehaab.

Um centro comercial foi estabelecido ali devido ao porto de águas profundas natural, que poderia acomodar navios oceânicos. Inicialmente usado caçadores de focas locais negociadas pele gordura e selo para produtos continentais, tais como café, açúcar, pão e trigo-sarraceno.
Até cerca de 1900 a caça à foca formava a economia principal para Narsaq. No início de 1900 a caça às focas começou a falhar, e a principal base para a economia gradualmente foi transferido para a pesca.
A população aumentou bastante durante a corrida imperialista e a Segunda Guerra, de 25 em 1870, para 162 em 1919 e 300 em 1930. No entanto, não experimentou um crescimento significativo da população até 1953, quando foi implantada a primeira fábrica de pesca, a Royal Greenland. A fábrica foi posteriormente fechada em 2010.
Em 1959, a população excedeu 600 e Narsaq alcançou o status de cidade. Atingindo 1.503 habitantes em 2013. Todavia é interessante mencionar que o ápice populacional ocorreu em 1991, com um total de 1.838 moradores. Assim como acontece no restante da Groenlândia, muitas pessoas saem para outras cidades ou mesmo outros países, mantendo uma baixa taxa populacional.
Até 31 de Dezembro de 2008, a cidade era o centro administrativo do Município Narsaq na AMT Kitaa. Além da cidade, o município consisti nos assentamentos Qassiarsuk, Igaliku e Narsarsuaq, bem como vários grupos de explorações de ovinos e de renas. Em 1 de janeiro de 2009, Narsaq tornou-se parte do município Kujalleq, quando o AMT Kitaa, bem como os municípios de Narsaq, Qaqortoq e Nanortalik deixou de existir como entidades administrativas.

## Geografia
Está situada numa península do sudoeste da Groenlândia, rodeada por um estreito com icebergues e dois fiordes a norte e a sul,numa costa muita recortada. Está localizada numa planície coberta de relva (br: grama), na vizinhança de uma montanha com 685 m de altura.

## Transporte

### Aéreo
O heliporto de Narsaq opera todo o ano, ligando Narsaq com Qaqortoq, nas margens do Mar Labrador. O heliporto de Narsaq também liga o Aeroporto de Narsarsuaq e indirectamente com as restantes localidades da Gronelândia e Europa.

### Marítimo
No verão, o assentamento é servido pela Arctic Umiaq Line e pela Disko Line.

## Economia
As principais actividades económicas de Narsaq são a indústria alimentar (pescados, e criação e abate de gado ovino), a administração pública, os serviços (heliporto de Narsaq) e o turismo (caminhadas). A cidade possui uma fábrica de peixe, um matadouro e uma fábrica de peles. 

## População
Com, 1613 habitantes em 2010 Narsaq é a 2ª cidade mais populosa no município Kujalleq e 9ª cidade mais populosa da Gronelândia. A população tem diminuido nas 2 últimas décadas tal como a maioria dos assentamentos no sul da Gronelândia (Kujalleq).

## Galeria

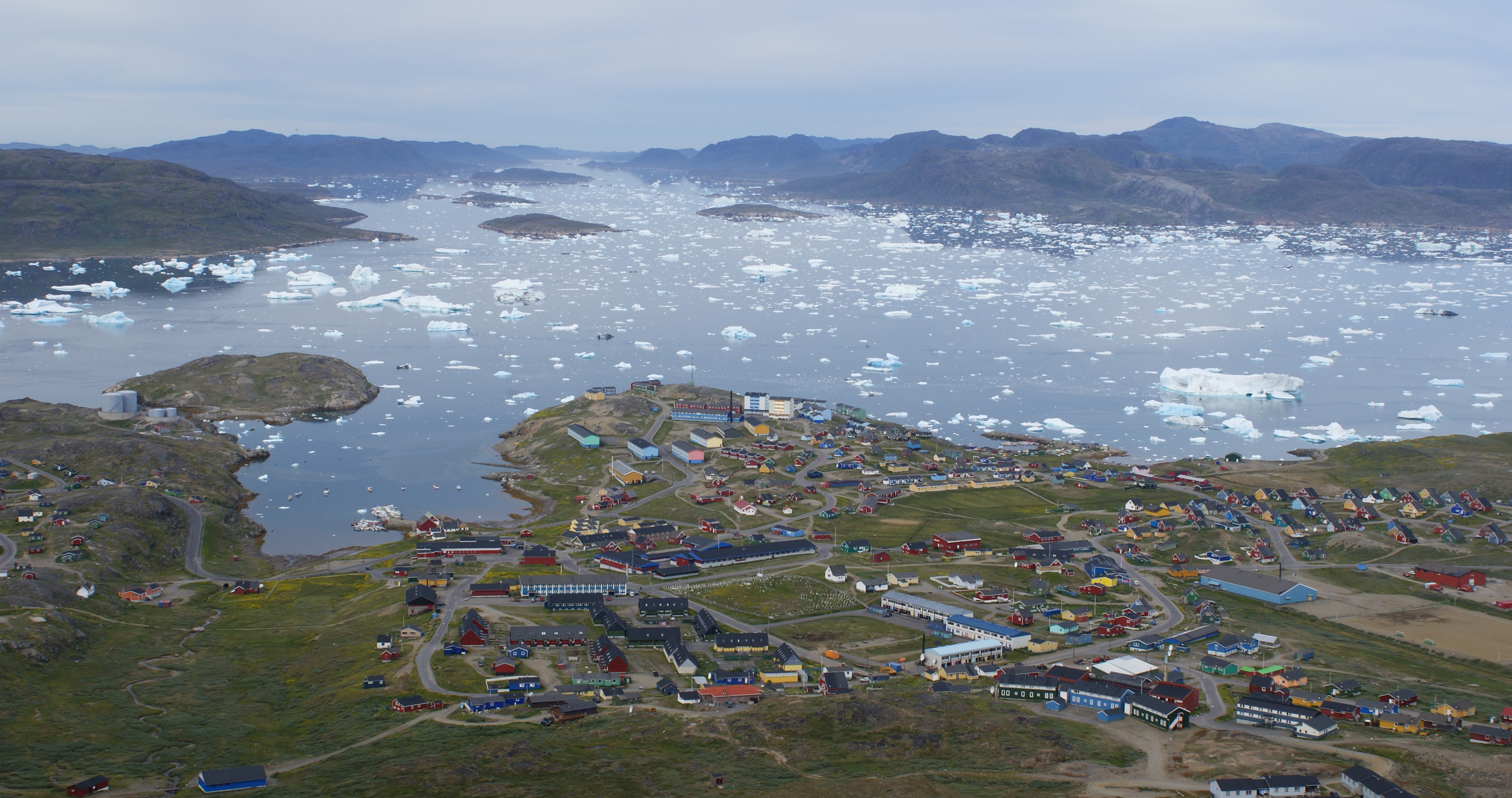
A cidade de Narsaq, vista da montanha de Qaaqarsuaq
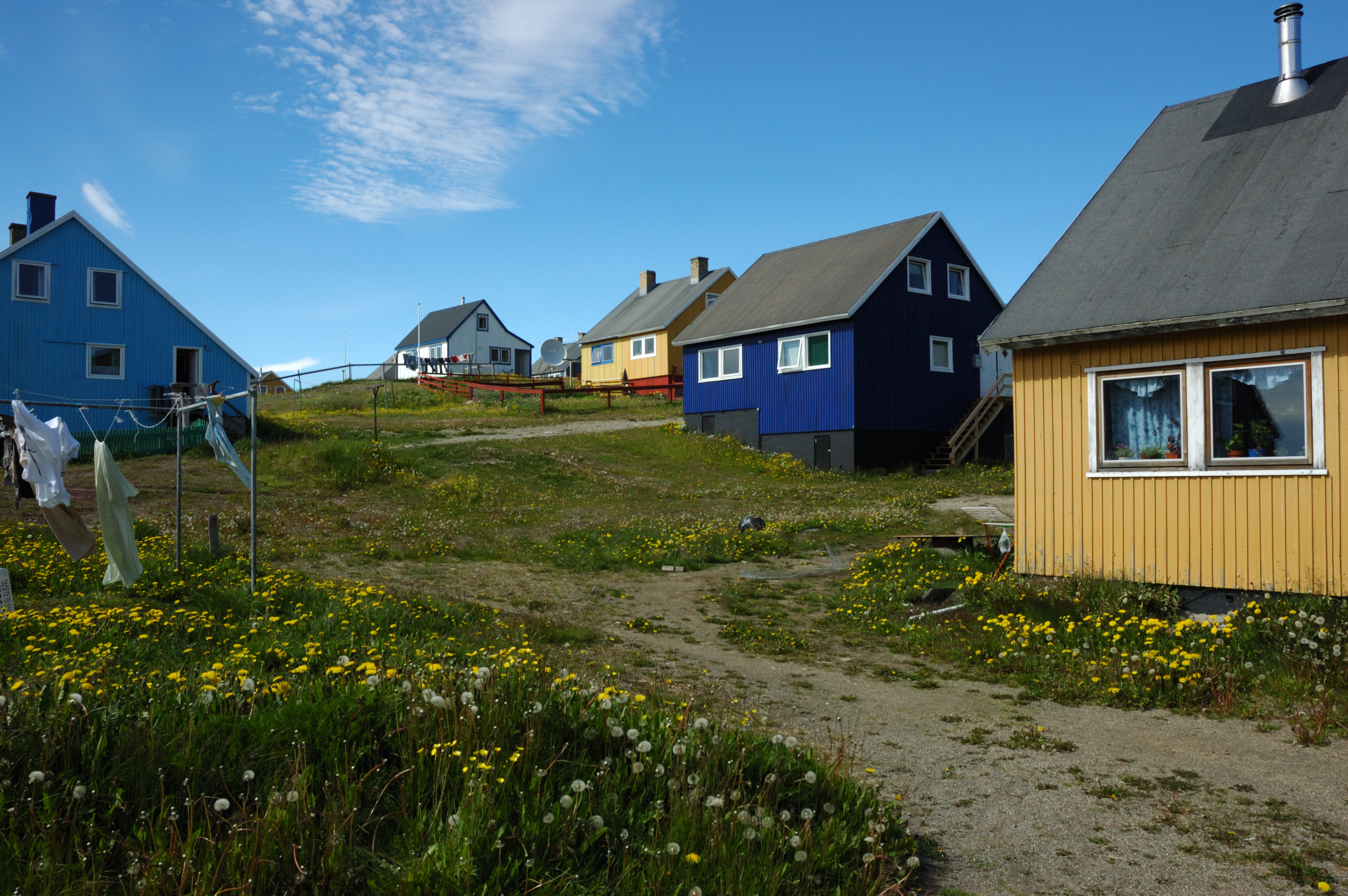
Casas em Narsaq
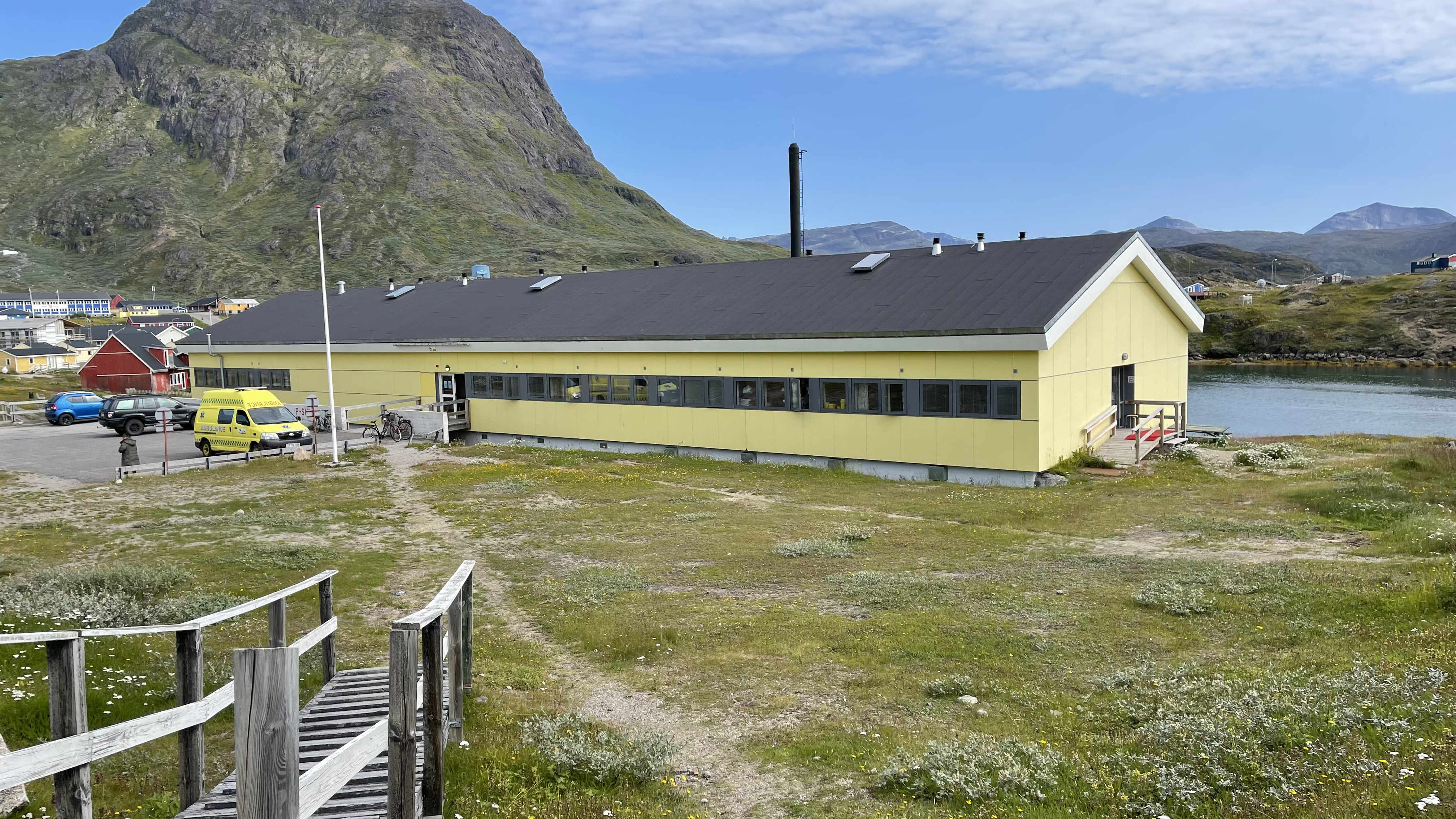
O hospital de Narsaq
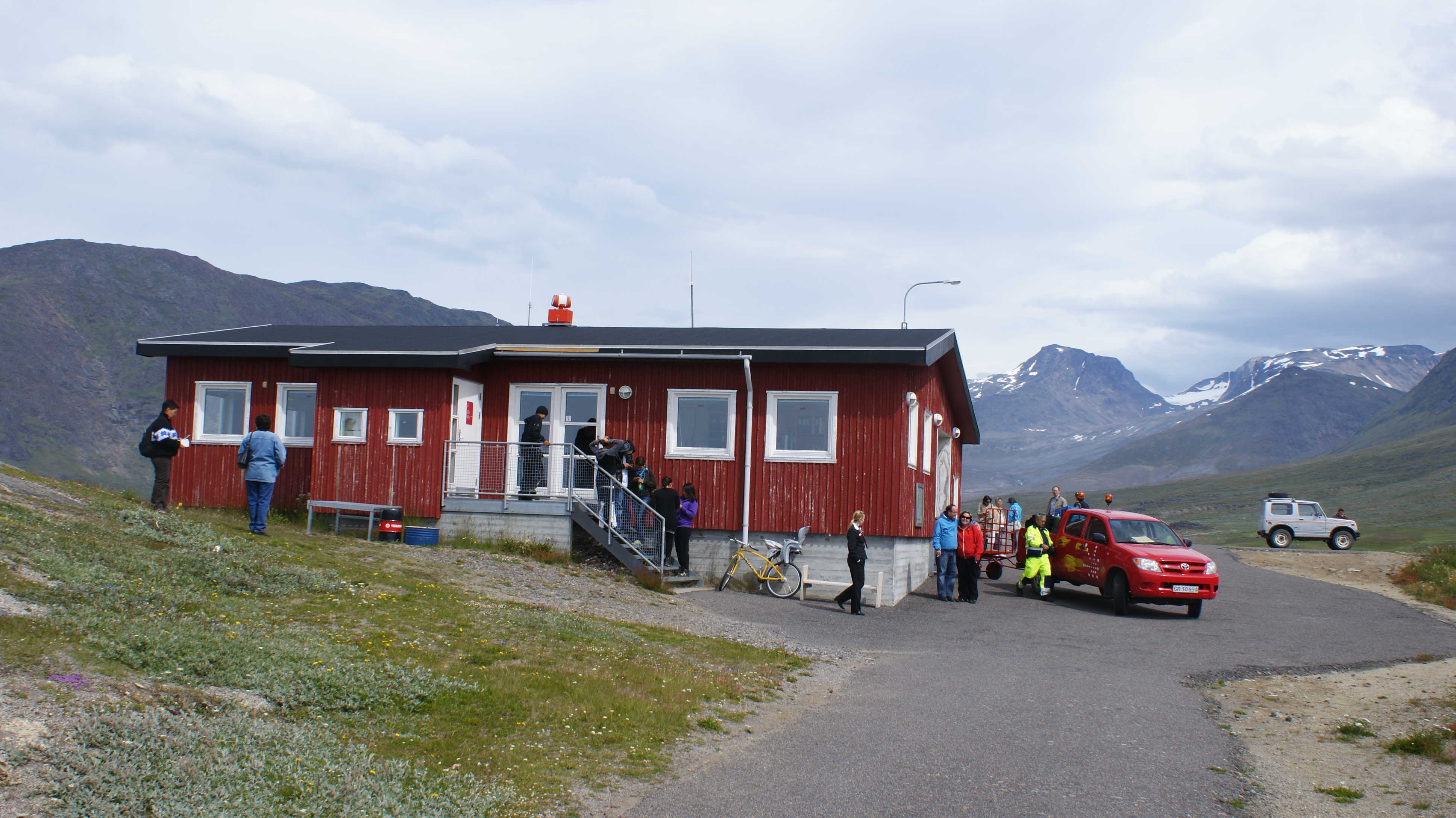
O heliporto de Narsaq
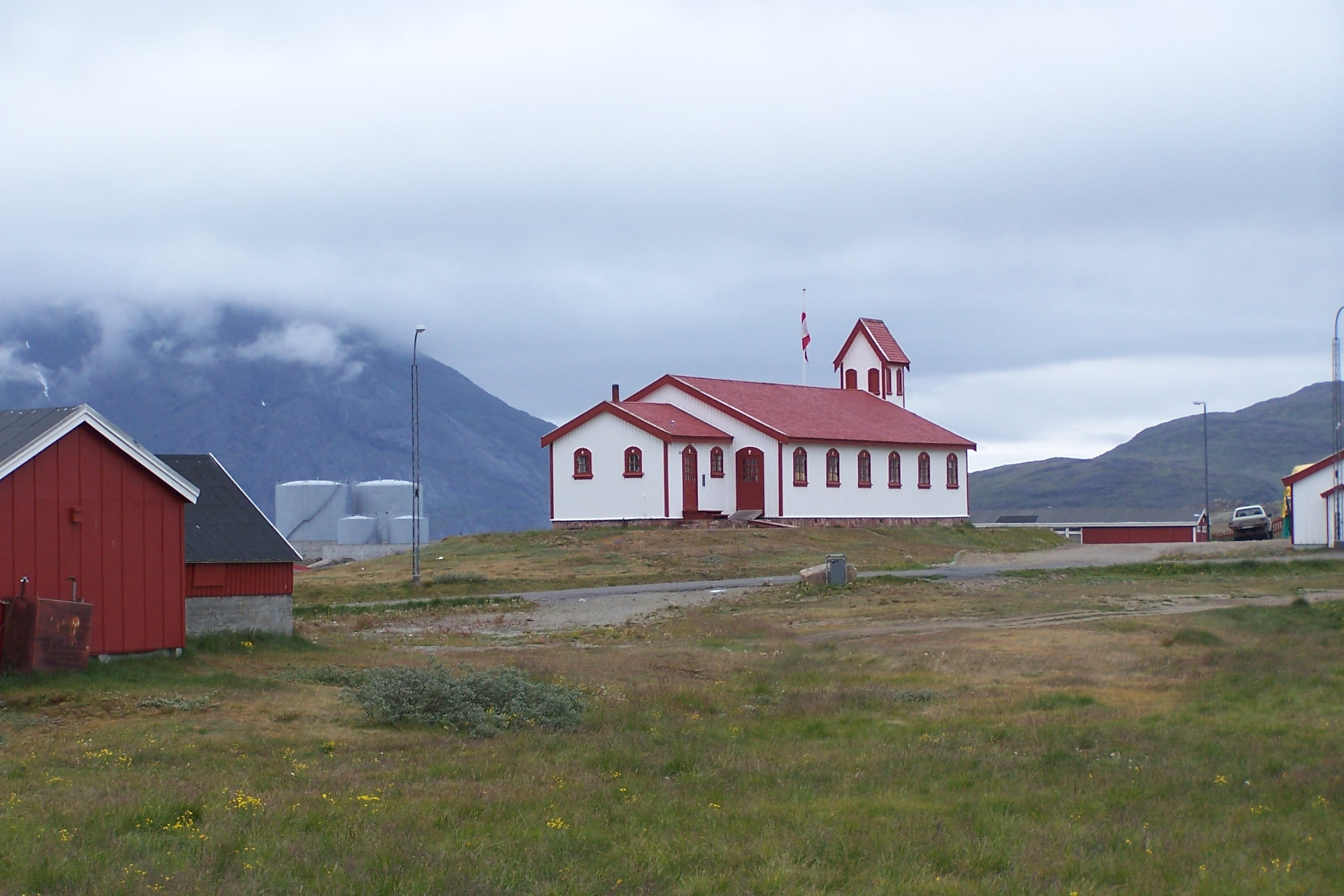
A igreja de Narsaq
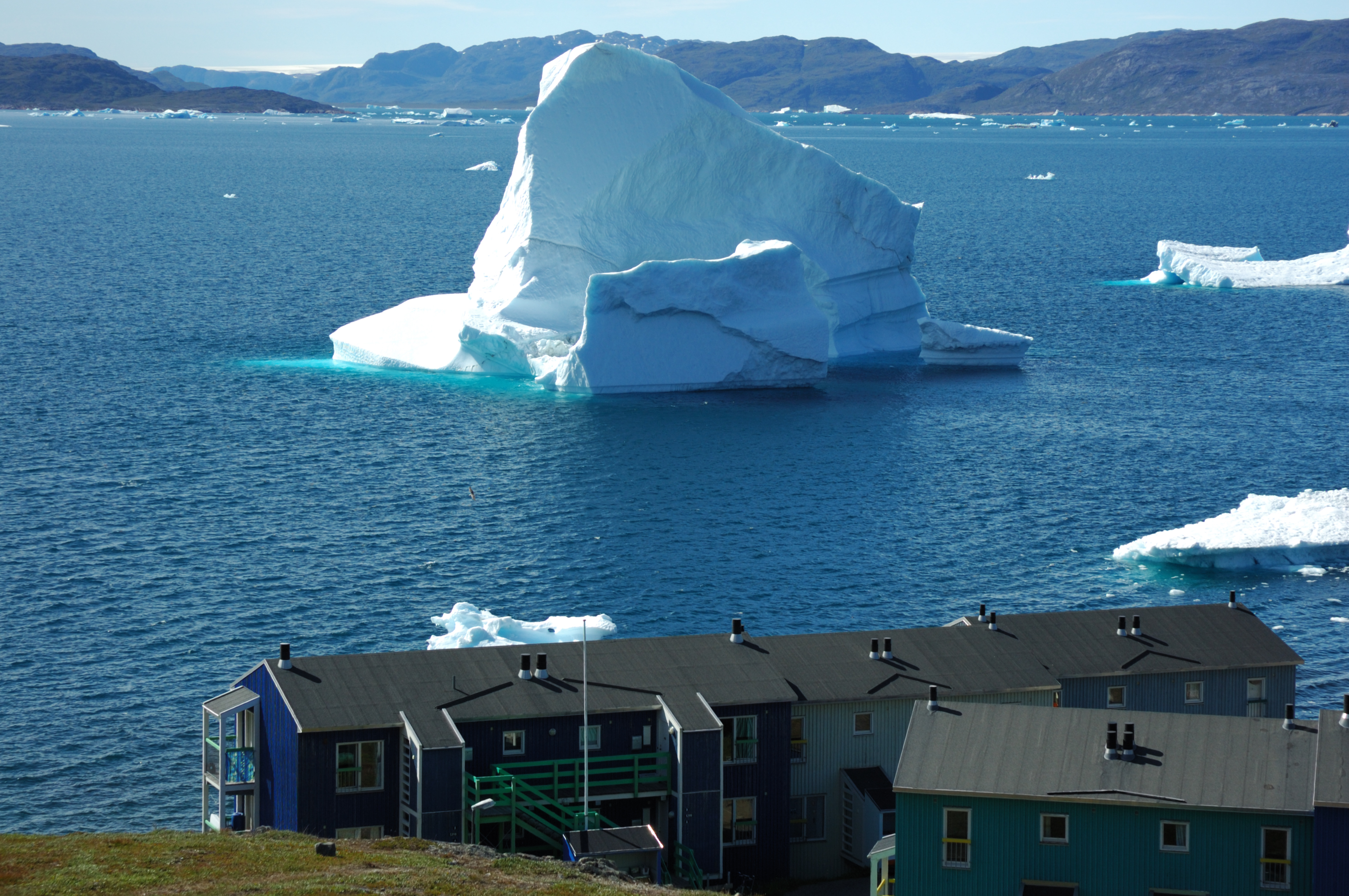
Casas e icebergues